# Théano (pythagoricienne)
Θεανώ
Compléments
Des Apophtegmes pythagoriciens, des Conseils aux femmes lui sont attribués
Pour les articles homonymes, voir Théano.
Théano (en grec ancien Θεανώ / Theanố) est une philosophe pythagoricienne du VIe siècle av. J.-C., mais les textes qui lui sont attribués, s'ils sont bien de tradition pythagoricienne ou néopythagoricienne, remontent au mieux au IVe ou IIIe siècle av. J.-C. et la plupart sont plus tardifs (jusqu'au IIe siècle apr. J.-C.). Les détails de sa biographie rapportés par la tradition sont largement contradictoires, et probablement apocryphes. L'une des premières disciples de Pythagore, elle est souvent présentée comme étant sa femme, mais parfois comme celle de Brontinos.
Il est possible qu'il y ait eu plusieurs philosophes pythagoriciennes nommées Théano, ultérieurement confondues en une seule.

## Légende
Théano de Crotone naît  durant le VIe siècle av. J.-C. dans la colonie grecque de Crotone dans le sud de l'Italie et est probablement la fille de Brontinos. À quinze ans, elle devient étudiante de Pythagore et devient ensuite sa femme. Elle prend la succession de l'école pythagoricienne à la mort de son époux et la dirige avec ses deux fils. On lui attribue des traités de mathématiques, de physique et de médecine ainsi que des préceptes moraux.

## Biographie

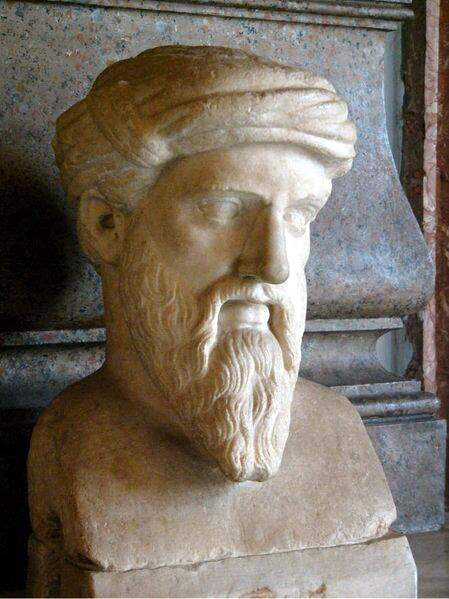
Buste de Pythagore, copie romaine d'une œuvre grecque, musées du Capitole, Rome.

« On dispose de très peu de renseignements biographiques sur ce personnage probablement légendaire ».
Théano nous est connue surtout par la tradition tardive : Diogène Laërce (Vies, doctrines et sentences des philosophes illustres), puis Porphyre (Vie de Pythagore) et Jamblique (Vie de Pythagore), la Souda, etc..
Les détails biographiques à son sujet sont contradictoires et ont fort bien pu être élaborés tardivement. Par exemple Diogène Laërce la déclare selon certains femme de Pythagore et fille de Brontinos de Crotone, et selon d'autres femme de Brontinos et simple élève de Pythagore. 
Quand elle est la femme de Pythagore, plusieurs enfants leur sont attribués, là aussi les textes varient, Télaugès (en), Mnesarchus, Arignote, Myia et Damo. 
Selon Jamblique, après la mort de Pythagore, elle épouse son successeur à la tête de l'école, Aristaeus. Jamblique traite séparément Théano femme de Pythagore et Théano femme de Brontinos : il y a pu y avoir deux Théano, voire plus de deux.
La popularité du personnage de Théano se renforce au fil du temps en tant qu'épouse et mère idéale. Elle devient un « exemple d'application de la philosophie pythagoricienne dans une vie de femme ».

## Écrits
Plusieurs écrits sont attribués à Théano, des Apophtegmes pythagoriciens, des Conseils aux femmes, des traités : De la piété et De la vertu, un ouvrage sur Pythagore, des Commentaires philosophiques et plusieurs lettres. Seuls des fragments de certains d'entre eux nous sont parvenus, et la plupart des historiens les considèrent comme apocryphes.

## Postérité

### Littérature
- Henriette Chardak, L'Énigme Pythagore : La vie et l'œuvre de Pythagore et de sa femme Théano, Paris, Presses de la Renaissance, 2007.

### Art contemporain
- Théano figure parmi les 1 038 femmes référencées dans l'œuvre d’art contemporain The Dinner Party (1979) de Judy Chicago. Son nom y est associé à Aspasie[8],[9].

### Technologies de l'Information
- Theano est le nom d'une bibliothèque informatique en langage Python pour la manipulation et le calcul d'expressions mathématiques, nommée en référence au personnage de Theano[10]. Cette bibliothèque, développée activement jusqu'en 2017, fut l'un des précurseurs de cadres de développement modernes en intelligence artificielle.